# النحت المصغر
مصغرة صغيرة (وتسمى أيضا الفن الصغير أو النحت الصغير) هو شكل من أشكال الفنون الجميلة. يتم إجراء المنمنمات الصغيرة بواسطة المجهر. نشأت في نهاية القرن العشرين. 

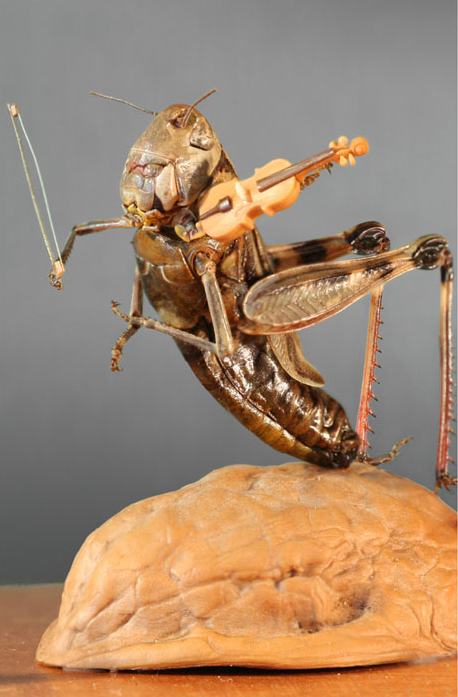
مصغرة صغيرة: جندب اللعب على الكمان